# كبلر-371b
كيبلر 371 بي (بالإنجليزية: Kepler-371b)‏ هو كوكب خارج المجموعة الشمسية، في كوكبة الدجاجة (كوكبة)، يتبع Kepler-371.

## الاكتشاف
اكتشف في 2014.